# San Barnaba, Rom
San Barnaba, även benämnd San Barnaba alla Marranella, är en kyrkobyggnad i Rom, helgad åt den helige martyren Barnabas. Kyrkan är belägen vid Via Giovanni Maggi i quartiere Prenestino-Labicano och tillhör församlingen San Barnaba.
Kyrkan förestås av Figli di Maria Immacolata.

## Historia
Kyrkan uppfördes åren 1956–1957 i nyromansk stil efter ritningar av arkitekten Tullio Rossi och konsekrerades den 19 oktober 1957 av ärkebiskop Ettore Cunial.
Fasaden, som föregås av en portik, har tre rektangulära glasmålningar. Absiden har en monumental fresk som framställer Den helige Barnabas förhärligande, utförd av Igino Cupelloni år 1966.

## Kommunikationer
- Tunnelbanestation – Roms tunnelbana, linje  Malatesta
- Spårvagnshållplats – Roms spårväg, linje Roma-Giardinetti Filarete
- Busshållplats – Roms bussnät, linje 105 MC n11